# Unionen af Europæiske Tyrkiske Demokrater
Unionen af Europæiske Tyrkiske Demokrater (UETD) (tyrkisk: Avrupalı Türk Demokratlar Birliği) er en organisation, der udfører lobbyarbejde blandt tyrkere i Europa for Tyrkiets præsident, Recep Tayyip Erdoğan, og regeringspartiet, Retfærdigheds- og Udviklingspartiet. UETD betegner sig selv som en uafhængig organisation, men den tyrkiske regering yder store finansielle bidrag til organisationen. UETD blev grundlagt i Köln i Tyskland i 2004 og har siden etableret afdelinger i flere andre europæiske lande.
UETD har forsøgt at få tyrkiske ministre til at medvirke ved sine arrangementer på årsdagen for det fejlslagne kupforsøg i Tyrkiet den 15. juli 2016, men i flere EU-lande har myndighederne forhindret dette, da de pågældende landes regeringer ikke ønsker besøg af tyrkiske regeringsmedlemmer. Dette skyldes Erdogan-regeringens masseanholdelser af bl.a. oppositionsmedlemmer, journalister, lærere og dommere i tiden efter kupforsøget.

## UETD i Danmark
Formanden for den danske afdeling af UETD er imamen Fatih Alev. Den nu dræbte Ahmet Kaya har tidligere været organisatorisk næstformand i den danske afdeling.